# Vojna Anny
Vojna Anny (Война Анны) è un film del 2018 diretto da Aleksej Fedorčenko.

## Trama
Il film racconta di una ragazza che è sopravvissuta miracolosamente a seguito dell'esecuzione di massa della sua famiglia e attende la salvezza del suo villaggio natale dai nazisti.